# Appetshofen
Appetshofen (Rieser-schwäbisch Abezofa) ist ein Pfarrdorf und Ortsteil der bayerischen Gemeinde Möttingen im schwäbischen Landkreis Donau-Ries. Am 1. Januar 1975 wurde Appetshofen mit seinem Ortsteil Lierheim im Zuge der Gebietsreform in die Einheitsgemeinde Möttingen eingegliedert.

## Geschichte
Appetshofen gehörte über Jahrhunderte zum Oberamt Alerheim der Grafen von Oettingen. Im 16. Jahrhundert gab es auch einen Ortsadel – Die Freiherren von Appetzhofen. Paul von Appetzhofen war Verwalter der Landvogtei Schwaben in Altdorf. Eine Enkeltochter Pauls, Anna Maria Feldmann, war mit Adam Schäfer, einer Nebenlinie der Herren Geben verheiratet. Teile des ehemaligen Rittergutes Cronheim gehören heute zu dieser Familie.

## Wappen
Die Beschreibung des Wappens der ehemaligen Gemeinde lautet: „Auf goldenem Grund der Rieser Bauernkönig mit einer von Silber und Rot geteilten Fahne auf springendem Pferd. Unter den Vorderhufen des Pferdes freischwebend ein schwarzes Widdergehörn.“